# Antoninî
Antoninî (în ucraineană Антоніни) este o așezare de tip urban din raionul Krasîliv, regiunea Hmelnîțkîi, Ucraina. În afara localității principale, mai cuprinde și satele Rubleanka și Zakrînîcicea.

## Demografie
Componența lingvistică a așezării de tip urban Antoninî
     Ucraineană (98,38%)
     Alte limbi (0,98%)
Conform recensământului din 2001, majoritatea populației așezării de tip urban Antoninî era vorbitoare de ucraineană (98,38%), existând în minoritate și vorbitori de alte limbi.